# Рыжик в зазеркалье
«Рыжик в зазеркалье» (белор. Рыжык у залюстаркоўе) — белорусский семейный фильм в жанре фэнтези режиссёра Елены Туровой, вышедший на студии «Беларусьфильм» в 2011 году.

## Сюжет
В одном из сказочных королевств злой волшебник заколдовал все зеркала. Жители этого королевства, едва посмотревшись в зеркало, сразу исчезали, но злому волшебнику и этого показалось недостаточно, и зло потихоньку начало проникать из сказочного королевства в реальный мир. Победить злого волшебника не так-то просто — это может сделать человек королевских кровей, и таким человеком оказывается девочка по прозвищу Рыжик.

## В ролях
- Диана Запрудская — Вероника Рыжик
- Анна Самохавец — Алиса, мама Вероники
- Павел Южаков-Харланчук — Геннадий Иванович, астролог, Али Хасан
- Дмитрий Миллер — Морис, Себастьян
- Дмитрий Пустильник — Васильев, директор библиотеки
- Олег Гарбуз — Гном Клаус Младший
- Валерий Зеленский — переводчик

## Съёмочная группа
- Автор сценария — Елена Турова
- Режиссёр-постановщик — Елена Турова
- Оператор-постановщик — Дмитрий Рудь
- Художник-постановщик — Игорь Хруцкий

## Призы
- Диплом «За лучшую мужскую роль первого плана» Павлу Харланчуку на ХХ Международном кинофоруме «Золотой Витязь» (Тамбов, 2011).
- Диплом «За совмещение невозможного в возможном» на 19 Международном детском кинофестивале «Алые паруса в Артеке» (2011).
- Главный приз/Гран-при/Специальный приз губернатора Ямала на I Российском фестивале семейного кино «Мамонтоша» (2011).
- Диплом за лучшее изобразительное решение художнику-постановщику Игорю Хруцкому на VIII Республиканском фестивале белорусских фильмов (Брест, 2012)[1].

## Ссылка
- Фильм «Рыжик в Зазеркалье» на сайте компании «Беларусьфильм».